# Andranomiady
Andranomiady – gmina (kaominina) na Madagaskarze, w regionie Vakinankaratra, w dystrykcie Faratsiho. W 2001 roku zamieszkana była przez 6 210 osób. Siedzibę administracyjną stanowi Andranomiady.
Na obszarze gminy funkcjonują m.in. szkoła pierwszego stopnia oraz poczta. 97% mieszkańców trudni się rolnictwem, 2% pracuje w sektorze hodowlanym. Produktami o największym znaczeniu żywnościowym są ziemniak oraz kukurydza.